# Chortinus bequaerti
Chortinus bequaerti är en tvåvingeart som beskrevs av Aldrich 1932. Chortinus bequaerti ingår i släktet Chortinus och familjen husflugor.
Artens utbredningsområde är Guatemala. Inga underarter finns listade i Catalogue of Life.